# Silvestro Todaro
Silvestro Todaro (Messina, 29 dicembre 1752 – Patti, 21 aprile 1821) è stato un vescovo cattolico italiano.

## Biografia
Nacque il 29 dicembre 1752 a Messina, sede dell'omonima arcidiocesi.
Fu ordinato sacerdote il 14 marzo 1840
Il 18 settembre 1807 papa Pio VII lo nominò vescovo di Lipari; ricevette l'ordinazione episcopale il 7 febbraio 1808 da Gaetano Maria Garrasi, arcivescovo metropolita di Messina.
Il 22 luglio 1816 lo stesso Papa lo trasferì alla sede di Patti.
Morì il 21 aprile 1821.

## Genealogia episcopale e successione apostolica
La genealogia episcopale è:
- Cardinale Scipione Rebiba
- Cardinale Giulio Antonio Santori
- Cardinale Girolamo Bernerio, O.P.
- Arcivescovo Galeazzo Sanvitale
- Cardinale Ludovico Ludovisi
- Cardinale Luigi Caetani
- Cardinale Ulderico Carpegna
- Cardinale Paluzzo Paluzzi Altieri degli Albertoni
- Papa Benedetto XIII
- Papa Benedetto XIV
- Papa Clemente XIII
- Cardinale Enrico Benedetto Stuart
- Cardinale Andrea Corsini
- Arcivescovo Gaetano Maria Garrasi, O.S.A.
- Vescovo Silvestro Todaro, O.F.M.Conv.

La successione apostolica è:
- Vescovo Giacomo Coccia  (1819)
- Vescovo Nicolò Gatto  (1820)
- Cardinale Francesco di Paola Villadicani (1820)